# Typhlodromus viniferae
Typhlodromus viniferae är en spindeldjursart som först beskrevs av Rather 1987.  Typhlodromus viniferae ingår i släktet Typhlodromus och familjen Phytoseiidae. Inga underarter finns listade i Catalogue of Life.